# 安藤謙介

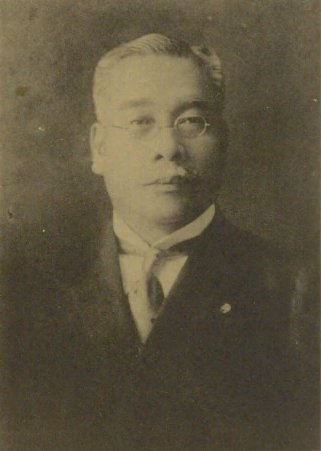
安藤謙介

安藤 謙介（あんどう けんすけ、1854年1月29日（嘉永7年1月1日）- 1924年（大正13年）7月30日）は、日本の検察官・官僚・政治家。政友会系官選県知事、衆議院議員、横浜市長、京都市長。

## 経歴

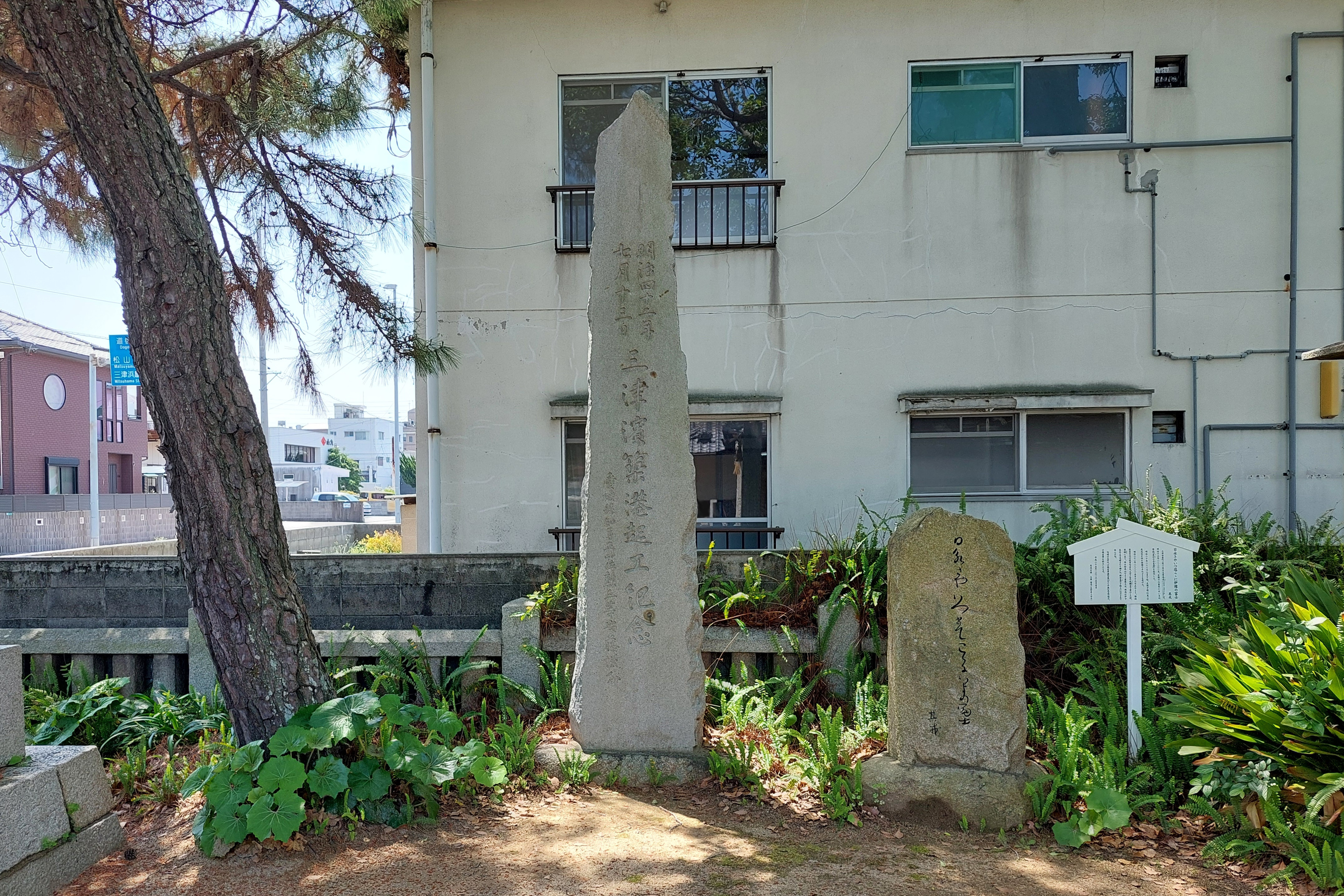
愛媛県松山市三津2丁目の恵美寿神社境内に建てられた記念碑。「明治四十二年七月一三日 三津浜築港起工紀念 愛媛県知事正四位勲三等安藤謙介」と記されているが、疑獄事件のため県事業としての築港事業は中止となった。

土佐藩士・安藤常三郎の長男として安芸郡羽根村（現室戸市）に生まれる。1873年に上京し、ニコライ塾に入り、その後、東京外国語学校に移りロシア語を学んだ。中江兆民からフランス語も学んだ。
1876年4月、勝海舟の推薦で外務省に出仕し、ロシア帝国サハリンのコルサコフ領事館書記一等見習となる。1878年、サンクトペテルブルク公使館書記生となり、サンクトペテルブルク大学で法学、行政法などを履修した。1882年から同大学の日本語教官となった。
1885年に帰国すると司法省に転じ、1887年7月、検事に任官。以後、岐阜地方裁判所・前橋地方裁判所・熊本地方裁判所・横浜地方裁判所の各検事正を歴任した。
1896年4月、第2次伊藤内閣において富山県知事に任じられ、1897年4月に非職となる。1898年1月、第3次伊藤内閣が成立すると千葉県知事に就任。同年8月、第1次大隈内閣により非職となった。その後、成田火災保険会社社長などを務め、1903年3月、第8回衆議院議員総選挙に富山県高岡市区から出馬し当選した。
1904年11月、愛媛県知事となり、1909年7月に休職となった。その後、韓海漁業会社社長を務めた。1911年9月、長崎県知事に就任し、1912年12月まで在任。1913年9月、新潟県知事となり、1914年4月まで在任し退官した。その後、横浜市長、京都市長を歴任。大正13年7月30日没。墓所は大崎の寿昌寺。

## 栄典
位階
- 1909年（明治42年）5月21日 - 正四位[2]

勲章等
- 1896年（明治29年）12月25日 - 勲四等瑞宝章[3]
- 1906年（明治39年）4月1日 - 勲三等旭日中綬章[4]・明治三十七八年従軍記章[5]